# Chapelle Saint-Denis de Juzaine
La chapelle Saint-Denis est un édifice religieux catholique classé situé à Juzaine dans la commune de Durbuy en province de Luxembourg (Belgique). Construite à la fin du XVIIe siècle la chapelle est classée au patrimoine immobilier de Wallonie.

## Situation
La chapelle est bâtie au centre du hameau de Juzaine parallèlement à la voirie entre la route nationale 806 et la rive droite de l'Aisne.

## Historique
La chapelle est construite en 1684 à l’initiative du curé de Juzaine. Cette date figure sur le linteau de la porte et sur le mur sud. Elle a été entièrement bâtie grâce aux contributions et à l’aide en nature des habitants à qui elle était destinée. La porte d'entrée fut percée à l'endroit actuel au cours du XIXe siècle et le clocheton, autrefois situé à l’avant de l’édifice, se trouve depuis à l’arrière. La chapelle qui était dans un état de grand délabrement a été entièrement restaurée en 2012-2013.

## Architecture
L'édifice construit en pierre calcaire sous une toiture en ardoises possède une seule nef de plan rectangulaire et un clocheton carré. C'est un petit édifice de 8,10 m sur 5,10 m possédant sur chaque côté une baie cintrée. L'intérieur possède entre autres un autel baroque à retable (XVIIIe siècle) et une statue de saint Denis datant de la fin du XVIe siècle.